# Saba Asgad
Saba Asgad fut un Roi des Rois d'Éthiopie de 1298 à 1299, membre de la dynastie salomonide et 5e et dernier fils de Yagbéa-Syon à devenir roi.